# Latopis Halicko-Wołyński
Latopis Halicko-Wołyński, znany również jako Latopis Wołyński oraz Kronika Ruska – staroruska kronika, latopis przedstawiający wydarzenia na ziemiach Halicza i Wołynia w XIII wieku. W przybliżeniu latopis ten rejestruje wydarzenia pomiędzy rokiem 1201 a 1292.
Latopis Halicko-Wołyński zachował się w trzech odpisach. Najstarszym źródłem jest pochodzący z początku XV wieku Kodeks Hipacki (ok. 1425). Młodsze to Kodeks Chlebnikowski pochodzący z lat 50. lub 60. XVI wieku i Kodeks Pogodinski z roku 1621.
Latopis ten napisało dwóch lub więcej autorów. Przypuszcza się, że część wcześniejszą obejmującą wydarzenia do roku 1258 spisał anonimowy autor świecki. Natomiast późniejszą część wołyńską sporządziła osoba duchowna. Autorzy latopisu dobrze orientowali się w wewnętrznej sytuacji Polski dzielnicowej, a do Polaków odnosili przyjaźnie.
Latopis Halicko-Wołyński spisano bez dat opisanych w nim wydarzeń. Daty podane w Kodeksie Hipackim zostały prawdopodobnie dodane w końcu XV wieku z pewnym przybliżeniem, przez co mogą one nie odpowiadać rzeczywistym datom wydarzeń.
W Latopisie Halicko-Wołyńskim można wyodrębnić sześć fragmentów o różnej objętości i charakterze. Zawierają one wiadomości o kulturze materialnej. W porządku chronologicznym są to:
1. opowiadanie o wjeździe Daniela Romanowicza do Bratysławy na spotkanie z Belą IV i poselstwem cesarza Fryderyka II Hohenstaufa,
2. lista strat spowodowanych pożarem Chełma wraz z relacją o odbudowie zniszczonej rezydencji,
3. nekrolog Daniela Romanowicza,
4. passus dotyczący wysłania przez Włodzimierza Iwana Wasylkowicza zboża głodującym Jaćwingom,
5. nekrolog i pochwała Włodzimierza Iwana Wasylkowicza,
6. dwie wzmianki o działalności fundacyjnej Mścisława II Daniłowicza.

Autor części wołyńskiej podaje obszerne i wypełnione szczegółami opowiadania o działalności fundacyjnej Włodzimierza Iwana Wasylkowicza. Opisy te mają cel apologetyczny mający podłoże ideowo-religijne zmierzające do podjęcia starań o kanonizację zmarłego w męczarniach księcia.